# Maserati MC12
La MC12 est une supercar biplace du constructeur automobile italien Maserati conçue pour participer au championnat FIA GT. La MC12 est entrée en production en 2004, avec seulement 25 voitures dont cinq destinées à la vente. En 2005, 25 voitures de plus ont été produites, soit un total de cinquante MC12 disponibles pour les clients à un prix unitaire de 600 000 €, à l'époque. Maserati a aussi produit douze Maserati MC12 Corsa.

## Caractéristiques et performances
La Maserati MC12 est carrossée et construite sur le châssis de la Ferrari Enzo mais la Maserati est beaucoup plus grande et a un coefficient de traînée moins important. La MC12 est plus longue, plus haute et plus large avec un capot plus arrondi et des courbes plus lisses que la Ferrari Enzo qui a, elle, une plus forte accélération, de meilleures performances de freinage (c'est-à-dire une distance plus courte) et une vitesse de pointe plus importante. La vitesse maximale de la Maserati MC12 est de 330 km/h contre 350 km/h pour la Ferrari Enzo.
La MC12 est développée notamment pour signer le retour de Maserati en compétition automobile après 37 ans d'absence. La version routière est produite pour être homologuée pour la course automobile. En effet, l'une des conditions pour participer au championnat GT FIA est de produire au moins 25 véhicules homologués pour la route. Trois voitures de courses GT1 font leur entrée dans le GT FIA avec un grand succès. Maserati se lance dans la compétition avec la MC12 vers la fin de la saison 2004, gagnant sur le circuit international de Zhuhai (Chine).

## Développement
Sous la direction de Giorgio Ascanelli, Maserati développe une voiture de course éligible aux courses FIA. Cette voiture, finalement dénommée MC12, est initialement nommée MCC pour Maserati Corse Competizione et est développée conjointement en version routière appelée MCS pour Maserati Corse Stradale. Frank Stephenson a conçu la majorité du design du châssis, mais la forme de la carrosserie a été développée en soufflerie sur un concept de Giorgetto Giugiaro. La MCC avait une forme de carrosserie globalement similaire à la MC12 mais avec des différences notables, comme le spoiler arrière. Andrea Bertolini est le pilote d'essai lors du développement, bien que certains tests ont été faits par Michael Schumacher, qui fréquemment testa la MCC sur le circuit de Fiorano. Durant la phase de développement, le nom MCC fut changé pour devenir officiellement MC12.
La voiture est basée sur une Ferrari Enzo, utilisant une version légèrement modifiée du moteur Ferrari Dino V12, la même transmission mais une boîte de vitesses réglée différemment (utilisée aussi sur la Maserati Cambiocorsa), le même châssis et le même empattement. Le pare-brise est le seul élément de carrosserie commun entre la MC12 et la Enzo. L'accroissement de la taille de la voiture crée davantage d'appui au sol du châssis de la MC12, appui également accru par le spoiler arrière de deux mètres de large.

## Caractéristiques

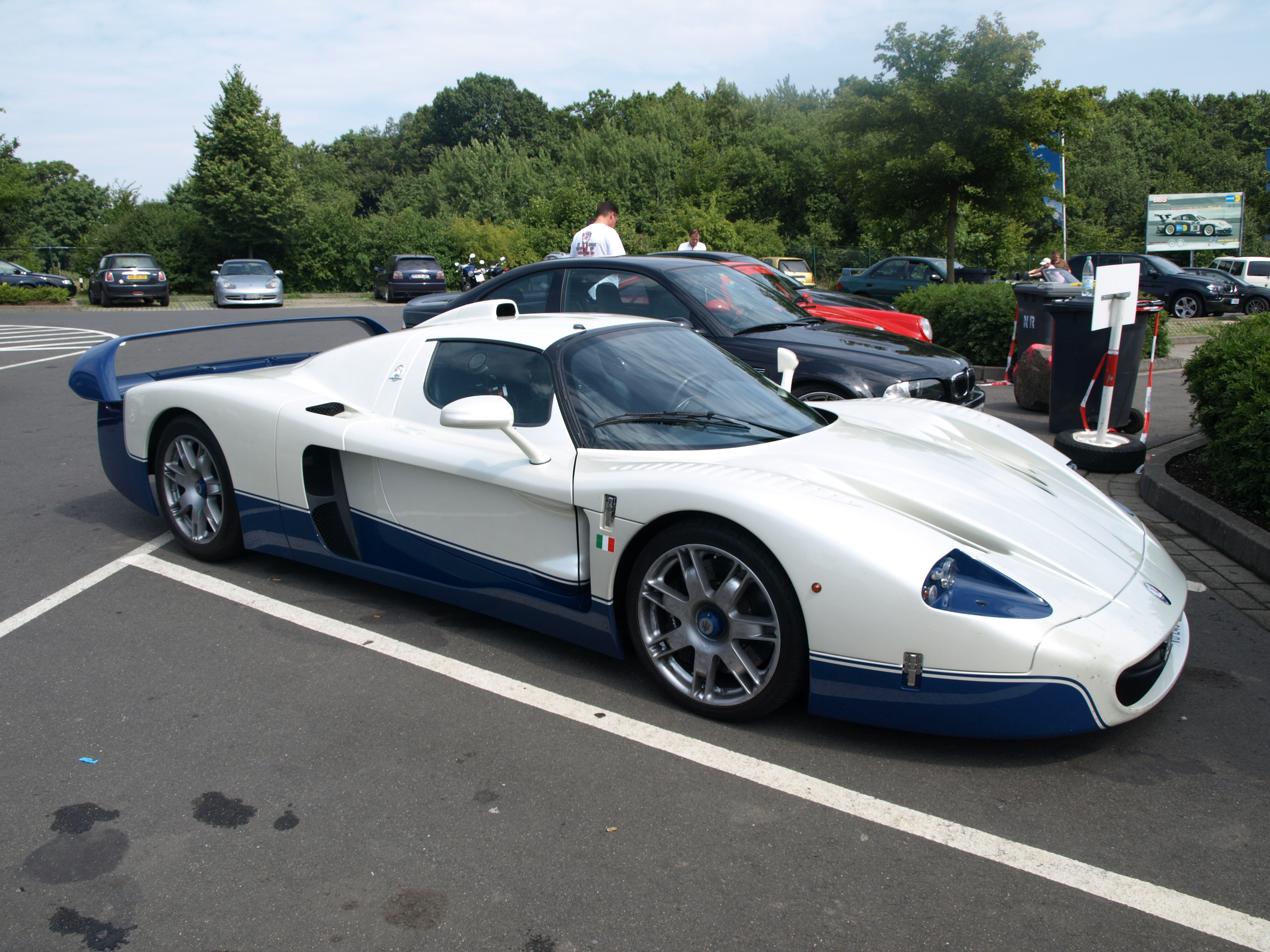
La version routière de la MC12.

La MC12 est un coupé deux portes avec un hard-top amovible qui ne peut pas se ranger dans la voiture. La position longitudinale centrale arrière du moteur (entre les jantes mais derrière l'habitacle) fait conserver le centre de gravité au milieu de la voiture, laquelle augmente la stabilité et améliore la capacité de la voiture à prendre un virage. La répartition des masses du véhicule est de 41 % sur l'avant pour 59 % sur l'arrière. Cependant à plus de 200 km/h, l'appui au sol provoqué par le spoiler arrière modifie la répartition du poids qui passe à 34 % sur l'avant et 66 % sur l'arrière.

### Habitacle
Bien que la voiture de route soit une modification d'une voiture de course, l'intérieur de l'habitacle est luxueux. L'intérieur est un mélange de fibre de carbone enduite gélifiée, de cuir bleu et d'un matériau de couleur argent, le Brightex, un matériau synthétique qui s'est avéré « trop cher pour l'industrie de la mode ». Le tableau de bord comprend l'horloge analogique caractéristique de chez Maserati et un bouton de démarrage bleu, mais l'équipement ne comprend pas d'autoradio et n'offre pas la possibilité d'en installer un,.

### Carrosserie
La carrosserie de la voiture, entièrement faite en fibre de carbone, a été élaborée en soufflerie pour améliorer au maximum l'appui du véhicule et amoindrir sa résistance à l'air. Le résultat le plus voyant est l'aileron arrière de deux mètres de largeur et de trente millimètres d'épaisseur. Le dessous de la voiture est lisse et le pare-chocs arrière a des ouvertures aérodynamiques pour mieux adhérer au sol. L'admission d'air du moteur est réalisée au travers d'une prise d'air : son positionnement sur le toit fait que la MC12 est plus haute que la Enzo. La peinture est seulement disponible en bleu et blanc, un hommage à l'équipe de course automobile d'America Camoradi qui conduisait la Maserati Tipo Birdcages au début des années 1960,. Toutes ces modifications ont un effet sur la taille de la voiture : elle est plus longue et plus large qu'un Hummer H2. Ceci combiné avec l'absence de pare-brise arrière, fait que la MC12 est très difficile à garer.

### Moteur et performances
Le moteur de la MC12 est un V12 de six litres (5 998 cm3 ou 366 pouces cubes) dérivé de la Ferrari Enzo, ouvert à 65°, et pesant 232 kg (bloc et équipage mobile). Il est doté d'un carter sec, chaque cylindre a quatre soupapes, et un taux de compression de 11,2:1. Tout combiné, cela procure un couple maximum de 652 newtons-mètres à 5 500 tr/min et une puissance maximum de 630 ch DIN (460 kW/620 ch) à 7 500 tr/min. La zone rouge du compte-tours indique un régime moteur maximal de 7 500 tr/min bien que la voiture puisse monter à 7 700 tr/min, tandis que la Enzo a une zone rouge fixée à 8 200 tr/min.
La MC12 a une accélération de 0 à 100 km/h en 3,8 secondes (selon un test de Motor Trend Magazine, 3,7 secondes) et atteint les 200 km/h en 9,9 secondes. Elle parcourt le kilomètre départ arrêté en 20,1 secondes et sa vitesse maximale est de 330 km/h, soit 20 km/h de moins que pour la Ferrari Enzo. La puissance est distribuée aux roues par une boîte de vitesses robotisée à six rapports montée à l'arrière. La boite de vitesses est identique à celle de la Enzo mais elle est basée sur des rapports différents, pour être renommée Maserati Cambiocorsa.
De plus, le moteur perd le calage variable de la distribution (interdit en course), ce qui se traduit par une perte de 30 ch face à l'Enzo (annoncée à 660 ch). La voiture est plus grande et large (pour loger les suspensions et l'aileron arrière) et si ses performances en ligne droite sont moindres, elle est globalement plus performante sur circuit.

## Compétition automobile

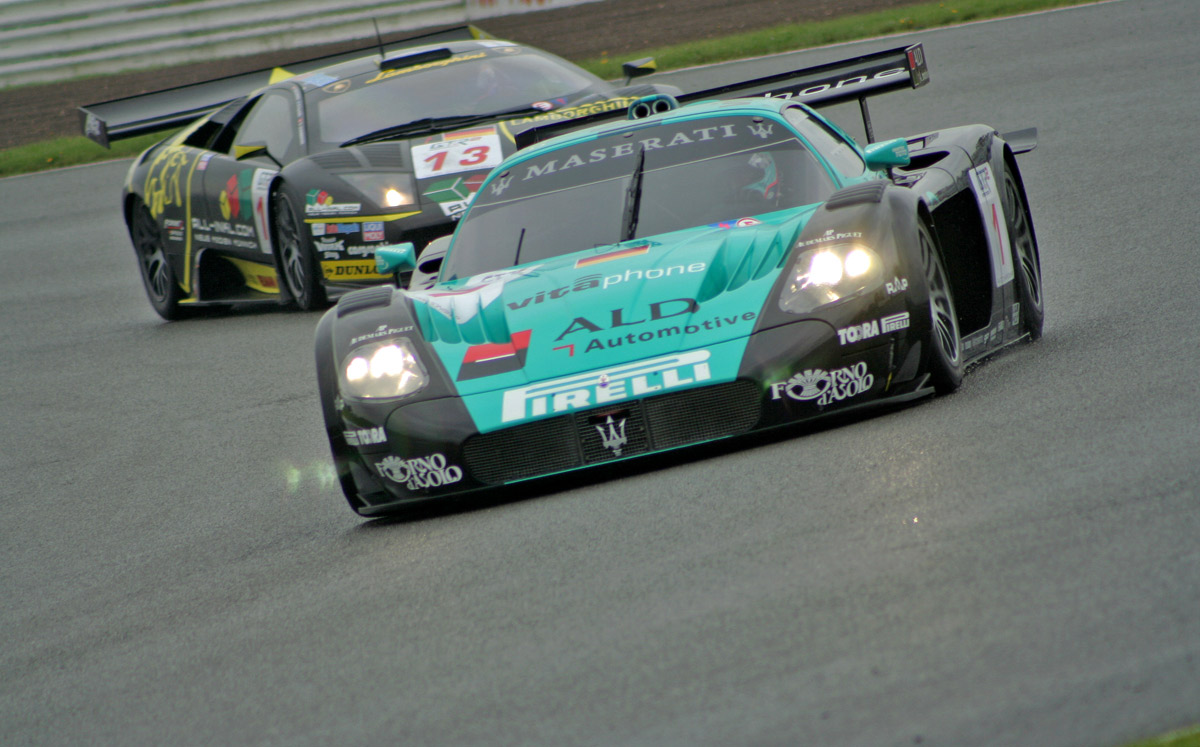
MC12 GT1 de Vitaphone Racing.

C'est avec ce modèle que Maserati fit son retour dans les courses internationales. Néanmoins, la MC12 n'est pas initialement homologuée par l'ACO et ne peut donc pas prétendre à une place aux 24 Heures du Mans ni dans le championnat Le Mans Series.
Aux mains du Vitaphone Racing Team, elle rapporta cinq titres FIA GT à Maserati tout en remportant également les 24 Heures de Spa.
La saison 2007 marque l'apparition de cette voiture en American Le Mans Series, via le Doran Racing dans la catégorie GT1, où les Corvette C6-R officielles sont habituellement seules.